# La Course au jouet
Série
La Course au jouet 2
(2014)
Pour plus de détails, voir Fiche technique et Distribution.
La Course au jouet (Jingle All the Way) est un film de Noël comique familiale américaine réalisée par Brian Levant et sortie en 1996.
La veille de Noël, un honnête père de famille et homme d'affaires tente par tous les moyens d'obtenir le Turbo Man que son fils a commandé au Père Noël et qu'il a oublié de lui acheter.

## Synopsis
Le vendeur de matelas de Minneapolis Howard Langston aime sa femme, Liz, et son fils de six ans, Jamie, mais trouve rarement du temps pour eux. Il est souvent mis sous un mauvais jour par son voisin, le divorcé Ted Maltin, qui nourrit des sentiments non partagés pour Liz. Après avoir manqué la remise des ceintures de la classe de karaté de Jamie, Howard décide de se racheter en exauçant son souhait de Noël pour une figurine d'action Turbo-Man, un super-héros populaire de la télévision ; bien que Liz lui ait en fait demandé d'en acheter un quelque semaines plus tôt, ce que Howard a oublié. La veille de Noël, Howard se met en route pour acheter le jouet, mais constate que tous les magasins de jouets sont en rupture de stock, ce faisant, il rencontre et développe une rivalité avec Myron Larabee, un travailleur postal ayant le même objectif pour son propre fils.
En désespoir de cause, Howard tente d'acheter une figurine contrefait par des escrocs vêtus de costumes du Père Noël avant qu’il ne se rend compte de l’arnaque, ce qui entraîne une bagarre massive dans l'entrepôt qui est démantelée par la police. Howard échappe de justesse à l'arrestation en se faisant passer pour un officier d'infiltration. Épuisé par son échec et à bout de carburant, Howard se rend dans un restaurant et appelle à la maison, avec l'intention de dire la vérité à Liz. Jamie répond au téléphone, mais ne cesse de lui rappeler sa promesse d'être à la maison à temps pour la parade annuelle des fêtes d’hiver. Perdant patience, Howard crie sur Jamie, et il se sent coupable et déprimé après que Jamie l'ait réprimandé pour ne pas avoir tenu ses promesses.
Howard trouve Myron au restaurant et ils partagent leurs expériences autour d'un café, où Myron lui parle de son ressentiment envers son propre père pour ne pas avoir obtenu un Johnny Seven OMA (Johnny Air Force Commande en VF) pour Noël. Au cours de leur conversation, Howard et Myron entendent une station de radio annoncer un concours pour une figurine de Turbo-Man. La bagarre qui s'ensuit entre eux entraîne la déconnexion du téléphone du restaurant, les forçant à courir jusqu'à la station de radio à pied, où le DJ leur révèle que la compétition était en fait pour un certificat-cadeau. La police est alertée, mais Howard et Myron s'échappent après que Myron ait bluffé les agents avec une bombe dans un emballage qui est apparemment fausse. L'officier Alexander Hummell, que Howard a déjà rencontré à plusieurs reprises, examine le colis. Celui-ci se révèle bien être une bombe quand elle se met à exploser sur le visage de l’officier, ce qui surprend Myron qui entend l'explosion depuis l'extérieur.
À son retour dans sa banlieue, Howard retrouve sa voiture dépouillée et vandalisée. Il la fait ramener par une dépanneuse à la maison, où il trouve Ted mettant l'étoile sur le sapin de Noël de sa famille. En représailles, Howard commence à voler la figurine Turbo-Man que Ted a achetée pour son fils, Johnny, mais ne peut pas se résoudre à le faire. Malheureusement, le renne de Ted l'attrape en flagrant délit et Howard fait saccager la maison en tentant d'échapper à l'animal. Constatant les dégâts, Ted et Liz laissent Howard seul pendant et vont au défilé de Noël avec Jamie et Johnny.
Après avoir déposé Jamie et Johnny, Ted tente de séduire Liz, mais elle le rejette violemment en lui versant du lait de poule. Pendant ce temps, se souvenant de sa promesse à Jamie d'aller au défilé, Howard décide d'y assister aussi, mais rencontre à nouveau Hummell. La poursuite qui en résulte conduit Howard à se cacher à l'intérieur d'une salle de stockage, où il est pris pour l'acteur qui joue le rôle de Turbo-Man et s'habille dans le costume hautement technologique. En tant que Turbo-Man, Howard profite de sa chance pour offrir une figurine en édition limitée à Jamie, mais ils sont confrontés à Myron déguisé en ennemi juré de Turbo-Man, Dementor.
Malgré les supplications de Howard pour que Myron s'arrête, une longue poursuite s'ensuit, impliquant un vol en jetpack. Myron attrape le jouet de Jamie, mais est encerclé par la police, tandis que Howard sauve Jamie d’une chute mortel. Howard se révèle à sa famille et s'excuse pour ses défauts. L'agent Hummell rend le jouet à Jamie pendant que Myron est menotté. Réalisant que ce dernier se démenait juste pour son devoir de père, Jamie décide finalement de donner le jouet à Myron pour son fils, considérant son propre père comme son vrai héros. Touché par l'acte de gentillesse de Jamie, Myron s'excuse pour ses divergences antérieures. La foule emporte Howard à la manière d'un héros alors que Myron, Liz et Jamie regardent joyeusement.
Dans une scène post-crédits, Howard finit de décorer leur sapin de Noël plus tard dans la nuit en mettant l'étoile sur le dessus. Cependant, quand Howard et Liz s'embrassent, Liz lui demandent ce qu'il a eu pour elle, il se rend compte avec un choc qu'il a oublié de lui offrir un cadeau.

## Fiche technique
- Titre français : La Course au jouet
- Titre original : Jingle All the Way
- Réalisateur : Brian Levant
- Scénario : Randy Kornfield
- Musique : David Newman
- Photographie : Victor J. Kemper
- Montage : Kent Beyda (en), Wilt Henderson et Adam Weiss
- Production : Michael Barnathan (en), Chris Columbus et Mark Radcliffe
- Pays de production :  États-Unis
- Langue originale : anglais
- Genre : comédie
- Durée : 95 minutes
- Dates de sortie :
  - États-Unis : 16 novembre 1996 (première), 22 novembre 1996 (sortie nationale)
  - Royaume-Uni : 6 décembre 1996
  - France et Belgique : 11 décembre 1996

## Distribution
- Arnold Schwarzenegger (VF : Daniel Beretta) : Howard Langston, homme d'affaires
- Sinbad (VF : Thierry Desroses) : Myron Larabee, le postier
- Phil Hartman (VF : Bernard Lanneau) : Ted Maltin, le voisin
- Jake Lloyd (VF : Julien Bouanich) : Jamie Langston
- Rita Wilson (VF : Sophie Deschaumes) : Liz Langston
- E.J. De la Pena (VF : Brigitte Lecordier) : Johnny Maltin, le fils du voisin
- Robert Conrad (VF : Dominique Paturel) : l'officier de police Hummell
- Martin Mull (VF : Thierry Mercier) : l'animateur radio
- James Belushi (VF : François Leccia) : le Père Noël du centre commercial
- Big Show : le Père Noël géant contrebandier
- Curtis Armstrong (VF : Michel Tugot-Doris) : Booster
- Danny Woodburn (VF : Olivier Korol) : Tony l'elfe

## Autour du film
- Le film s'inspire en partie de la fièvre commerciale qui toucha les États-Unis dans les années 1980 lors de la mise en vente des poupées Cabbage Patch (Bout d'chou) qui étaient si populaires qu'on a pu voir des parents se disputer les derniers exemplaires dans certains magasins.
- La parade de Noël fut tournée au mois de mai dans les studios d'Universal, à Los Angeles.
- Une suite du film a été réalisée en 2014 sous le nom La Course au jouet 2, avec Larry the Cable Guy et le lutteur Santino Marella dans les rôles principaux.
- Arnold Schwarzenegger et James Belushi ont déjà joué dans le film Double Détente (Red Heat) et Last Action Hero.

## Accueil critique
Le film reçoit de mauvaises critiques dans l'ensemble. Rotten Tomatoes lui donne un score de 17 % de critiques positives. AlloCiné le note 2,1/5 et le considère comme « pas terrible ».
Télérama indique que la première moitié du film est très conventionnelle et peu originale, puis dans la dernière demi-heure, cela devient un film de super-héros au rythme trépidant.